# 明日的神話
《明日的神話》（日语：／）是岡本太郎创作的巨型壁畫，以第五福龍丸事件中氢弹爆炸瞬间为创作灵感，描绘了战胜悲惨、走向重生的人们的顽强精神。其养女、秘書冈本敏子称这部作品是“他最大且最杰出的作品”。
明日的神话和大阪萬國博覽會标志塔“太陽之塔”并列为冈本太郎的代表作，从1968年同时开始创作到次年，也是其公共藝術的代表作。这件作品创作于墨西哥，長年不知下落，直到2003年才发现，经过修复后，2008年10月起在東京都澀谷區渋谷マークシティ内的井之頭線澀谷站和JR澀谷站的连接通道上永久展出。壁画重达14公噸。